# Jinjer
Jinjer ([ˈdʒɪndʒɚ]) ist eine ukrainische Metal-Band, die 2009 in Donezk gegründet wurde. Die Band zog 2014 aufgrund des Kriegs in der Ost-Ukraine nach Lwiw. Markenzeichen ist das Growling der Leadsängerin Tatiana Shmayluk.

## Geschichte
Im Jahr 2013 konnte Jinjer den „Best Ukrainian Metal Act Award“ gewinnen. Im Jahr 2016 gewann sie diesen erneut, zugleich wurde ihr Musikvideo zu I Speak Astronomy als bestes Musikvideo ausgezeichnet. 2014 fiel Schlagzeuger Jewhen Mantulin beim Rauchen aus einem Fenster im dritten Stock und verletzte sich dabei so schwer, dass er nicht weiter für Jinjer spielen konnte. Ein Jahr später stieg Gründungsmitglied Dmytro Oksen aus. Jinjer entschied sich, zu viert weiterzumachen. Im Jahr 2016 schloss die Band einen Plattenvertrag mit Napalm Records und veröffentlichte ihr drittes Album King of Everything. Unter diesem Label gab es 2018 eine Wiederveröffentlichung ihres Albums Cloud Factory, welches 2014 zunächst im Selbstverlag herausgegeben worden war.

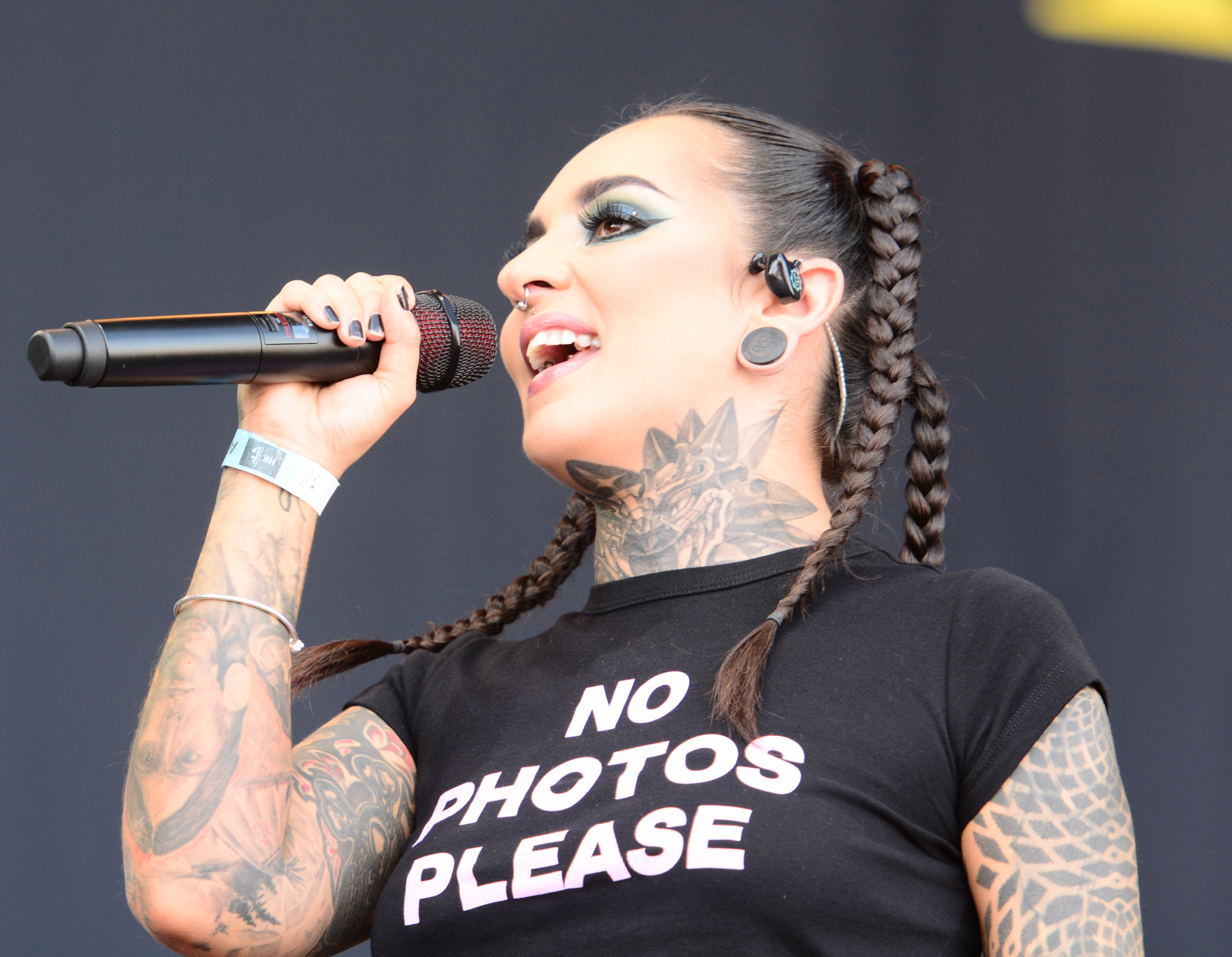
Tatiana Shmailyuk mit Jinjer auf dem Elbriot 2022

2017 und 2018 fanden zwei Touren mit Arch Enemy durch Europa statt. Als Vorgruppe von Cradle of Filth tourte Jinjer 2018 in Nordamerika.
Anfang 2019 war Jinjer mit Amorphis, Soilwork und Nailed to Obscurity erneut in Europa auf Tour. Am 23. August 2019 wurde die erste Single Judgement (& Punishment) des vierten Albums Macro veröffentlicht. Das Album erschien am 25. Oktober 2019 und brachte Jinjer mit Rang 33 die erste Chartplatzierung in Deutschland ein. Im November 2020 veröffentlichte die Band ihr erstes Live-Album Alive in Melbourne. Am 17. Juni 2021 erschien mit Vortex die erste, am 28. Juli 2021 mit Mediator die zweite und am 25. August 2021 mit Wallflowers die dritte Single aus dem am 27. August 2021 erschienenen vierten Album Wallflowers.

## Stil
Die Spielweise von Jinjer enthält Elemente des Metalcore, Djent, Progressive-, Groove- und Death Metal. Jinjer selbst gibt neben anderen Metal-Bands wie Opeth, Gojira und Anathema auch die Guano Apes und Bands aus dem Bereich R&B, Soul und Hip-Hop, wie zum Beispiel Cypress Hill als musikalischen Einfluss an. Einige Songs, wie z. B. Judgement (&Punishment) zeigen einen deutlichen Einfluss von Stilistiken fernab des Metal. Songtexte sind meist in englischer Sprache, gelegentlich (z. B. bei Zhelayu Znachit Poluchu) auch in russischer Sprache.

## Diskografie

### Studioalben
| Jahr | Titel Musiklabel                  | Höchstplatzierung, Gesamtwochen, AuszeichnungChartplatzierungen (Jahr, Titel, Musiklabel, Platzierungen, Wochen, Auszeichnungen, Anmerkungen) | Höchstplatzierung, Gesamtwochen, AuszeichnungChartplatzierungen (Jahr, Titel, Musiklabel, Platzierungen, Wochen, Auszeichnungen, Anmerkungen) | Höchstplatzierung, Gesamtwochen, AuszeichnungChartplatzierungen (Jahr, Titel, Musiklabel, Platzierungen, Wochen, Auszeichnungen, Anmerkungen) | Anmerkungen                                                                 |
| Jahr | Titel Musiklabel                  | DE | AT | CH | Anmerkungen                                                                 |
| ---- | --------------------------------- | --- | --- | --- | --------------------------------------------------------------------------- |
| 2014 | Cloud Factory The Leaders Records | — | — | — | Erstveröffentlichung: 2014 Wiederveröffentlichung: 2018 über Napalm Records |
| 2016 | King of Everything Napalm Records | — | — | — | Erstveröffentlichung: 29. Juli 2016                                         |
| 2019 | Macro Napalm Records              | DE33 (1 Wo.)DE | AT45 (1 Wo.)AT | CH42 (1 Wo.)CH | Erstveröffentlichung: 25. Oktober 2019                                      |
| 2021 | Wallflowers Napalm Records        | DE7 (1 Wo.)DE | AT22 (1 Wo.)AT | CH12 (2 Wo.)CH | Erstveröffentlichung: 27. August 2021                                       |
| 2025 | Duél Napalm Records               | DE16 (1 Wo.)DE | AT13 (1 Wo.)AT | CH29 (1 Wo.)CH | Erstveröffentlichung: 7. Februar 2025                                       |

### Livealben
- 2014: Crowd Factory
- 2020: Alive in Melbourne (Napalm Records)
- 2024: Live in Los Angeles

### EPs
- 2009: Objects in the Mirror Are Closer Than They Appear
- 2012: Inhale, Do Not Breathe (The Leader Records)
- 2019: Micro (Napalm Records)